# TPH Club
TPH Club (siglas de Tú puedes hacerlo) fue un programa contenedor infantil de Televisión Española emitido desde el 15 de septiembre de 1999 hasta el 14 de septiembre de 2003. El programa fue creado y dirigido por Antoni D'Ocon, creador de series como Los Fruittis, Delfy y sus amigos, Sylvan, Kong, o Enigma.

## Historia
El programa se emitía de lunes a viernes de 7:30 a 9:30 de la mañana, también al mediodía de 13:15 a 15:15 por TVE 2. Los sábados y domingos por la mañana se trasladaba a La Primera, donde se emitía a primera hora, antes de las carreras del Campeonato Mundial de Motociclismo, dado que no podía ir por el segundo canal de la televisión pública porque en TVE 2 se emitían El día del Señor y Estadio 2 en esa franja horaria.
De varias horas de duración que incluían varias series de dibujos animados dentro de su horario popular, en España fue durante muchos años el único programa infantil que se emitía en abierto a nivel nacional. Es por ello que el programa tuvo particular importancia en aquellas regiones sin televisión autonómica (la mayoría por aquel entonces). Fue pionero en lo que luego se convirtieron los canales temáticos infantiles de TDT.
TPH Club y sus personajes tuvieron gran aceptación por parte del público y de la crítica, y el nivel de recaudación por publicidad y patrocinio, y mercadotecnia fueron muy elevados para TVE 

### Final de programa
El programa dejó de realizar contenido nuevo y continuo el 31 de diciembre de 2001. En los años restantes al final del programa, fue contenido por reposición.
Antoni D'Ocon, creador y propietario de la marca y sus personajes, había sufrido varios conflictos con TVE, con lo que está optó por crea a los Lunnis.
La marca Tph, pasó por 2004 a un canal temático de animación llamado "Canal SupereÑe", con el personaje de SupereÑe como presentador de la cadena y protagonista.
Además, TVE no puede reponer nada TPH Club sin consentimiento de Docon.
Lo que ha llevado algún enfrentamiento legal.

## Personajes
El programa estaba presentado por una serie de personajes virtuales creados por ordenador: M4R1A (María), una adolescente aficionada a la música; 6UR4 (Gura), una canguro con carácter maternal; y SupereÑe, el personaje que destacó y que se adaptó a los nuevos tiempos pasando de las 2 a las 3 dimensiones y cuyo fin último era la defensa de «la más noble y digna letra del alfabeto», la letra Ñ. Posteriormente se añadió al grupo M4X 2000 (Max), personaje que estaba creando M4R1A en su ordenador personal para paliar su soledad al no haber ningún «crack» (nombre que se les daba a los niños que veían el programa) dentro del «Universo TPH». Como hecho anecdótico, en su búsqueda por el mundo virtual por parte del ordenador personal de M4R1A de un ordenador tan inteligente como él se encuentra con HAL 9000, ordenador de a bordo perteneciente a la nave Discovery de la obra 2001: Una odisea del espacio. 
Posteriormente y como personaje de apoyo ante tanto personaje virtual se incorporó al programa la presentadora Paloma Lago como alter ego y colaboradora de 6UR4, aunque principalmente su función fue la de sustituirla dentro del microespacio «cuentilares», en el cual tanto 6UR4 como Paloma Lago hacían de cuentacuentos para el público más infantil.
Dentro de las presentaciones podía haber pequeños reportajes sobre naturaleza, lenguaje o videojuegos entre otros. Con SupereÑe los más pequeños aprendían infinidad de cosas, además de todas las palabras que llevaban incorporada la letra Ñ.
Fue el primer programa de televisión íntegramente creado en 3D y un referente que después siguieron otras cadenas de televisión. No solo en España, sino de otros países del mundo. Lo importante de TPH y SupereÑe es que crearon un estilo nuevo y para la audiencia era casi más importante el programa que las series que se emitían en él.

## Series
- Alix
- Arthur
- Aventuras del libro de las virtudes
- Barba Roja
- Barrio Sésamo
- Bugs Bunny show
- Caillou
- Calimero y Priscilla
- Calimero y Valeriano
- Canal Pirata
- Cheeian y sus amigos
- Las aventuras de Gigi
- Las aventuras de Gigi: Un mundo de sueños
- Casper
- Cocodrilos al rescate
- Daniel el travieso
- David el Gnomo
- Defensor 5, la última patrulla
- Digimon Adventure
- Digimon Adventure 02
- Digimon Tamers
- Doraemon
- El mago de los sueños
- El Pájaro Loco
- El patito feo
- Los Aurones
- Las aventuras de shimajiro
- El show de la pequeña Lulú
- El show de Popeye
- El show de Underdog
- En busca de Carmen Sandiego
- Érase una vez... los exploradores
- Esquimales en el Caribe
- Familia pirata
- Félix el gato
- Flipper y Lopaka
- Garfield y sus amigos
- Gárgolas
- Jumanji
- Hombres de negro: la serie animada
- Inspector Gadget
- Kangoo
- La granja de los monstruos
- La familia crece
- La pajarería de Transilvania
- Las aventuras de Emily y Alexander
- Las aventuras de Marco y Gina
- Las brigadas del espacio
- Las nuevas aventuras del Pájaro Loco
- Las tres mellizas
- Los auténticos cazafantasmas
- Los mini monstruos[5]
- Los pirados del espacio
- Los Trilocos
- Marcelino, pan y vino
- Memé y el Sr. Bobo
- Momias
- Mr. Bogus
- Narigota
- Nicolás
- Oggy y las cucarachas
- Peanuts (más conocido como Snoopy)
- Pollyanna
- Proyecto Geeker
- Rugrats
- Sharky y George
- Rina y Gaudi
- Spiderman y sus increíbles amigos
- Taz-mania
- Tiny Toons
- Tommy y Oscar
- Tweenies
- Viento, el caballo plateado
- Villabroncas
- Walter Melon[5]